# Dan Potts (cầu thủ bóng đá)
Daniel Potts (sinh ngày 13 tháng 4 năm 1994) là một cầu thủ bóng đá chuyên nghiệp người Anh thi đấu ở vị trí hậu vệ trái hoặc trung vệ cho câu lạc bộ Luton Town tại Giải bóng đá Ngoại hạng Anh.